# Клебърг (окръг, Тексас)
Окръг Клебърг (на английски: Kleberg County) е окръг в щата Тексас, Съединени американски щати. Площта му е 2823 km², а населението - 31 549 души (2000). Административен център е град Кингсвил.